# جمال الشريف (مخترع)
المخترع جمال الشريف أو جمال محمد صالح الشريف من أبناء محافظة صنعاء مديرية جحانة - عزلة حضر - خولان الطيال درس الاساسية والثانوية بخولان والتحق بكلية التربية والآداب والعلوم بخولان قسم الفيزياء للعام 2006 م وكان متفوقا في مرحلته الجامعية من المستوى الأول إلى المستوى الرابع وهو يحصد المراكز الأولى حتى انهى مرحلته الجامعية للعام 2009م،
ومن ثم أصبح معيدا بالكلية التي تخرج منها كاستاذ اكاديمي
وخلال مرحلته الجامعيه في العام 2008م بدأ في الجانب الابداعي حيث عمل خمسة اختراعات وطور البعض منها وقدم بها وحاز على جائزة رئيس الجمهورية بمحافطة صنعاء
وبعد ذلك بدأ بالتفكير في المشاركات الخارجية ومثل الجمهورية اليمنية وحصل على المراكز الأولى عربيا وعالميا في أكثر من محفل دولي.
وتم تعيينه سفير مجلس الشباب العربي للجمهورية اليمنبة من قبل المجلس التابع لجامعة الدول العربية بعد ان نال العديد من الجوائز المحلية والدولية والعديد من المشاركات التي رفع اسم اليمن عاليا ولايزال الآن في مشواره العلمي والابداعي.

## المؤهلات العلمية
- حاصل على درجة البكالوريوس فيزياء فرعي رياضيات (الترتيب الأول على دفعته) بتقدير عام ممتاز مع مرتبة الشرف بجامعة صنعاء - كلية التربية والآداب والعلوم خولان – قسم الفيزياء عام 2009م؟
- حاصل على شهادة المقاصة بتقدير عام ممتاز من كلية العلوم جامعة صنعاء– عام 2012 /2013 م
- مرشح حاليا لدراسة الماجستير تخصص فيزياء طبية بجمهورية مصر العربية ابتداء من العام 2014 2015 م

## المراكز الأولى والجوائز العربية والعالمية التي حصل عليها بعد أن مثل اليمن في أكثر من محفل دولي
- مثل الجمهورية اليمنية بانفراد وحصل على المركز الأول على مستوى العالم من بين 79 دوله حول العالم للمبدعين والمخترعين في مجالي الاختراعات العلمية للعلوم والتكنولوجيا في إمارة الشارقة شهر فبراير عام 2010م
- حصل على المركز الأول[3] على مستوى الوطن العربي من ضمن الاختراعات التي اختيارها في المنتدى الأول لرواد الأعمال والمبتكرين العرب الذي أقيم بمقر جامعة الدول العربية بالقاهرة فبراير 2014 م
- حصل على جائزة الشباب العربي المتميز في مجال البحث العلمي والإبداع والتي أعلن عنها بشهر ديسمبر 2014 م
- حصل على جائزة رئيس الجمهورية في مجال العلوم التطبيقية بمحافظة صنعاء للعام 2008 م
- حصل على المركز الأول على مستوى الجمهورية اليمنية للمبدعين للفئة العمرية (18 – 22) سنه بعد إجراء المفاضلة والمقابلة والاختبار النهائي أمام لجنة التحكيم بكلية الهندسة بجامعة صنعاء وترشح ليمثل اليمن في اللقاء الكشفي الدولي للمبادرات الذكية بالشارقة 2010 م

## الدورات الحاصل عليها في مجال اللغة والحاسوب
- حاصل على شهادة التوفل من جامعة عين شمس عام 2014 م
- حاصل على دبلوم لغة إنجليزية من معهد يالي بصنعاء ابتداء من (24 نوفمبر 2013- 6 نوفمبر 2014 م) مع العلم أن جميع نتائج الدورات بتقدير ممتاز
- حاصل على دبلوم كمبيوتر في علوم الحاسوب من المعهد البريطاني بتقدير عام ممتاز 2006 م

## الفعاليات والمنتديات والمشاركات المحلية والخارجية
- ألقى كلمة الجمهورية اليمنية أمام أكثر من مائة دولة حول العالم عندما شارك في المنتدى العالمي لحقوق الإنسان الذي أقيم بمدينة مراكش بالمملكة المغربية خلال الفترة 26/11/ : 1/12/2014 م ونال شهادة مشاركة من المرصد الوطني لحقوق الطفل
- المشاركة مع الوفد اليمني في المنتدى الأول لرواد الإعمال والأفكار المبتكرة نحو آفاق التكامل الاقتصادي لرواد الإعمال والمبتكرين العرب بمقر الأمانة العامة لجامعة الدول العربية بالقاهرة 20/2/2014 م ونال شهادة شكر وتقدير من مجلس الشباب العربي للتنمية المتكاملة لحضوره الفعال
- شارك في اللقاء الأول للمخترعين الشباب في الحفل الذي نظمته وزارة الشباب والرياضة – قطاع الشباب بمحافظة عدن شهر ديسمبر 2010 م بحضور رئيس الجمهورية
- مشاركة تحت شعار (معا ً لدعم مخرجات الحوار الوطني) في الملتقى الوطني الثاني للمخترعين الشباب في الحفل الذي نظمته وزارة الشباب والرياضة / قطاع الشباب الذي أقيم بالحديدة خلال الفترة 9 – 13 مارس 2014 م
- شارك في ملتقى جائزة رئيس الجمهورية وتم عرض اختراعه على نائب رئيس الجمهورية ورئيس الحكومة مع مجموعة وزراء بالمعرض في قاعة 22 مايو بصنعاء عام 2009م
- شارك في المعرض اليمني الأول للاختراعات الذي نظمته وزارة الصناعة والتجارة بجامعة العلوم والتكنولوجيا بتاريخ 11/ 7 / 2013 م
- شارك في المعرض اليمني الثاني للاختراعات صنعاء 27 – 28 نوفمبر 2013 م
- مناقشة دعم وتمويل الأفكار والمشاريع الصغيرة التي تم اختيارها على مستوى الوطن العربي بحضور الأمين العام لمؤسسة محمد بن فهد ورئيس مجلس الشباب العربي للتنمية المتكاملة والوفد المرافق لهما بمقر وزارة الشباب والرياضة المصرية 24 – 26 سبتمبر 2014 م

## التقييم الأكاديمي والخبرة المهنية
- منح خطاب تمثيل من جامعة صنعاء بعد أن مثل اليمن عامة وجامعة صنعاء خاصة كأفضل مخترع في اليمن والوطن العربي بناء على الوثائق المقدمة وتقييمها محليا وإقليميا من الجهات المختصة.
- حاصل على تقرير سنوي عن الأداء الأكاديمي بتقدير عام ممتاز خلال عامين على التوالي لعامي 2012 / 2013 م من رئيس قسم الفيزياء وعمادة الكلية تحت التجربة بعد تعيينه معيد بالكلية
- لدية توصيات علمية لأكثر من دكتور بتفوق مصادق عليها لأجل مواصلة الدراسات العليا ماجستير + دكتوراه
- عمل معيدا في كلية التربية خولان لمدة أربع سنوات ابتداء من (2011 – 2014 م) ودرس أكثر من (15) مقرر جامعي نظرية وعملية للأقسام العلمية فيزياء – كيمياء – رياضيات
- يعمل مشرف مشاريع تخرج لطلاب وطالبات قسم الفيزياء وكذلك مشرف أكاديمي لتقييم طلبة التربية العملية بالمدارس

## من مؤلفاته

### جهاز التنبية بكوارث السيول والفيضانات قبل وقوعها
هو جهازاً منبهايستخدم في الطب
والحرائق والسرقات والكوارث الطبيعية كالفيضانات
يعمل الجهاز الذكي عند توصيله بشخص مريض أو عدة أمراض، في المستشفيات فإنه يعمل عند وصول درجة حرارة المريض إلى درجة خطرة بما في ذلك الحمى والتشنجات يقوم الجهاز بالاتصال بالطبيب أو الممرض أو بغرفة المراقبة فيتم تدارك الوضع في أسرع وقت.
وأيضا في مجال الحرائق عند بداية تصاعد الدخان أو نشوب الحرائق سواء للممتلكات العامة أو الخاصة أو الأماكن العامة كمواصلات النقل فإن الجهاز مباشرة يتصل بصاحب الشأن في أي مكان في العالم، وفي ما يخص السيول والكوارث فإنه عند حدوثها السيول والفيضانات المدمرة كذلك ويمكن من خلال الجهاز تدارك الوضع قبل حدوثه.
وهو أيضا يكافح السرقة عندما تتعرض المحلات التجارية أو الممتلكات العامة والخاصة وكذلك حماية أجهزة الصراف الآلي إذا تعرضت لأي اعتداء أو تكسير فإن الجهاز يتصل برجال الأمن مباشرة أو الشخص المالك أو الجهات المختصة أو مسؤول الأمن وقد قام المخترع الشريف بطرح فكرة مولد ذاتي بدون وقود.

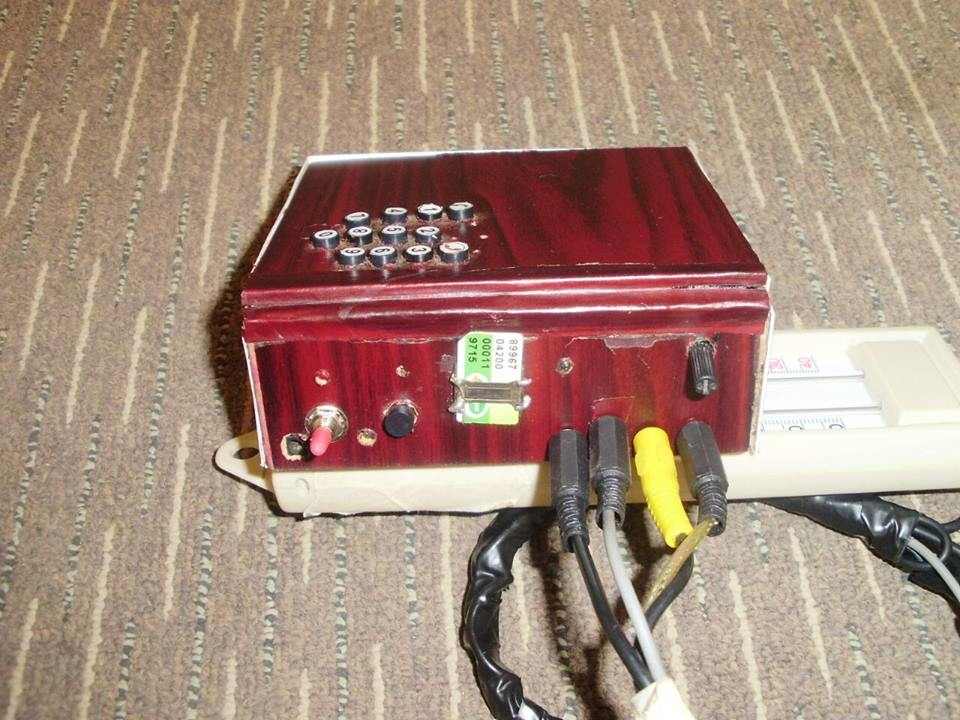
جهازأ يتنبأ بالكوارث والحرائق ويكافح السرقة

- دوائر كهربائية بين النظرية والتطبيق،
- كتاب في تجارب مخبريه متنوعة التي لم تطبع بعد

## العضويات والأعمال التطوعية في خدمة الشباب
- عين سفير مجلس الشباب العربي للجمهورية اليمنية بقرار من مجلس الشباب العربي للتنمية المتكاملة التابع لجامعة الدول العربية في العام 2014 م
- معيد بجامعة صنعاء – كلية التربية والآداب والعلوم بخولان – قسم الفيزياء
- عضو مجلس الشباب العربي للتنمية المتكاملة
- عضو في اتحاد المخترعين اليمنيين بعد أن كان مسئول فروع وقدم استقالته نظرا لتهميش الدولة للمبدعين
- عضو في أكثر من جمعية للمخترعين
- عضو نقابة أعضاء هيئة التدريس ومساعديهم بجامعة صنعاء – كلية التربية والآداب والعلوم بخولان

## النشاط الإعلامي
- حلقة مع قناة السعيدة [6] في برنامج عقول يمانية لمشاهدة المزيد من القوقل يمكنك البحث في النت المخترع اليمني جمال الشريف أو في اليوتيوب عقول يمانية مع المخترع جمال الشريف
- المقابلة مع قناة سبأ في برنامج جمعتكم مباركة
- حلقتان جماعية على التوالي في قناة الفضائية اليمنية لمناقشة إبداعات الشباب
- مقابلة لأكثر من خمسة عشر صحيفة محلية وعربية

## من ابرز التكريمات
1. التكريم من رئيس الجمهورية[7] بعد أن تم عرض وشرح اختراعه بدار الرئاسة شهر مايو 2010 م
2. التكريم من رئيس الجمهورية في اللقاء الأول للمخترعين الشباب في الحفل الذي نظمته وزارة الشباب والرياضة – قطاع الشباب بمحافظة عدن شهر ديسمبر 2010 م
3. التكريم من قبل رئيس الوزراء وعدد من الوزراء في الحفل الذي نظمته وزارة الشباب والرياضة لأبطال اليمن الذي شرفوا اليمن في المشاركات والمحافل العربية والدولية لعامي 2008 / 2009 م
4. التكريم من قبل [8] سمو الشيخ الدكتور/ سلطان بن محمد القاسمي حاكم إمارة الشارقة مع الأمين العام للمنظمة الكشفية العربية الدكتور عاطف عبد المجيد بشهر فبراير 2010 م في اللقاء الكشفي الدولي للمبادرات الذكية
5. التكريم من محافظ محافظة صنعاء في الحفل الذي حضرة وكلاء المحا فضة ومدراء المكاتب التنفيذية وغيرهم بشهر فبراير 2010 م
6. التكريم من محافظ محافظة صنعاء وأمين سر جائزة رئيس الجمهورية ومكتب الشباب والرياضة بالمحافظة في حفل الفائزين بجائزة رئيس الجمهوري بمحافظة صنعاء بشهر أبريل 2008 م
7. التكريم من د/ مشيرة أبو غالي رئيس مجلس الشباب العربي للتنمية المتكاملة والمندوبين الممثلين العرب مع أعضاء المكتب التنفيذي لمجلس #الشباب العربي في مقر الأمانة العامة لجامعة الدول العربية بالقاهرة.
8. التكريم من مجلس إدارة بنك التسليف التعاوني والزراعي
9. التكريم من رئاسة جامعة صنعاء بالاشتراك مع عمادة كلية خولان
10. التكريم في يوم العلم لأوائل الجامعات اليمنية وتثبيتهم بوظائف أكاديمية بناء على القرار الجمهوري بحضور رئيس الجمهورية ونائبة والعديد من الوزراء والشخصيات الهامة
11. التكريم من الاتحاد العام لطلاب اليمن وعمادة الكلية خلال الأربع السنوات الجامعية على التوالي لحصولة على الترتيب الأول نهاية كل عام جامعي من المستوى (الأول - الرابع) كما نال العديد والكثير من الجوائز التقديرية خلال دراسته ونشاطه العلمي، ،